# AXIZ
AXIZ（アクシズ）は、日本テレビグループ「アックスエンターテインメント株式会社」が運営する、日本のプロゲーミングチーム。

## 概要
2018年に設立された、アックスエンターテインメントが運営するeスポーツプロチーム。
チームとしてはマルチゲーミングチームの予定であり、最初のチームは「Shadowverse」のプロチームを設立し、2018年10月から始まる「RAGE Shadowverse Pro League　セカンドシーズン」に参戦する。
2018年12月には合同会社ライアットゲームズより発表のあった、LJL新チームの一般公募を受け、「League of Legends」のプロチームを募集・設立。League of Legends Japan League（通称LJL）に参戦決定しLJL 2019 Spring Splitより参戦している。
2019年4月に格闘ゲーム部門として『ストリートファイターV  アーケードエディション』で戦うShuto選手が所属。
2020年には「RAGE Shadowverse Pro League」の年間王者となり賞金1,000万を獲得。

## 略歴
- 2020年
  - 4月  カードゲーム部門にAtom選手加入
  - 2月  カードゲーム部門　「RAGE Shadowverse Pro League 19-20 League Championship」に勝利
  - 2月  カードゲーム部門　「RAGE Shadowverse Pro League 19-20 セカンドシーズン ファイナル」優勝
- 2019年
  - 4月　格闘ゲーム部門にShuto選手、カードゲーム部門にRumoi選手・Chino選手加入
  - 1月 　League of Legends Japan Leagueのメンバー決定　（詳細ページ）
- 2018年
  - 12月 　League of Legends Japan Leagueへの参戦決定
  - 12月　MOBA部門の設立に向けた募集を開始
  - 11月　格闘ゲーム部門"の設立に向けた選手募集を開始　（詳細ページ）
  - 10月 「RAGE Shadowverse Pro League　セカンドシーズン」に参戦
  - 8月 カードゲーム部門のメンバーが決定（BO-IN、ROB、GEMO、MISAKI）
  - 7月 TCGタイトル「Shadowverse」部門のチーム設立とRAGE Shadowverse Pro Leagueへの参戦を発表。
  - 6月 新会社「アックスエンターテインメント株式会社」設立、同時にプロゲーミングチーム「AXIZ」の設立発表。

## チーム
AXIZ カードゲーム部門
RAGE Shadowverse Pro League　2018年セカンドシーズンより参戦。2ndシーズンファイナルにて優勝。2020年2月に「19-20年間王者」になった。

AXIZ MOBA部門
League of Legends Japan League　2019Springより参戦。

AXIZ 格闘ゲーム部門
2019年4月　Shuto選手　『ストリートファイターV  アーケードエディション』　

## メンバー
- カードゲーム部門　Shadowverse（RAGE Shadowverse Pro League）

| プレイヤーネーム | よみかた | 担当  | Twitter                          |
| ---------------- | -------- | ----- | -------------------------------- |
| Rob              | ろぶ     | 2Pick | https://twitter.com/Rob_G_SV     |
| Gemo             | げも     | 構築  | https://twitter.com/gemo_sv_axiz |
| Rumoi            | るもい   | 構築  | https://twitter.com/ru_switch    |
| Chino            | ちの     | 構築  | https://twitter.com/chino_6248   |
| Atom             | あとむ   | 構築  | https://twitter.com/Atomu_sv     |

- MOBA部門　League of Legends（League of Legends Japan League）
- 2024年現在、League of Legends部門は別チーム、Crest GamingのLeague of Legends部門と合流し、「AXIZ Crest」としてLeague of Legends Japan Leagueに参加している。

| プレイヤーネーム | よみかた | 担当       |
| ---------------- | -------- | ---------- |
| Washidai         | わしだい | TOP        |
| Van              | ゔぁん   | JG         |
| Eugeo            | ゆーじお | MID        |
| Ssol             | そる     | ADC        |
| Ino              | あいの   | SUP        |
| Son              | そん     | Head Coach |
| Cassin           | かしん   | Coach      |

- 格闘ゲーム部門　ストリートファイターV

| プレイヤーネーム | よみかた | Twitter                        |
| ---------------- | -------- | ------------------------------ |
| Shuto            | しゅーと | https://twitter.com/Shuto_AXIZ |

## スポンサー
現在契約している企業は以下の通り。
- 株式会社IDOM （Gulliver）
- 株式会社マウスコンピューター （G-Tune）
- 株式会社アイセイ （アイセイ）
- 株式会社CyberZ （OPENREC）
- 大阪アニメ・声優＆eスポーツ専門学校
- 株式会社ティップネス

## 不祥事
2020年2月に当チームに補欠選手として新規加入した選手が過去にTwitter上にて女性や外国人などに対して差別的な発言を投稿していたことが発覚。SNSにて批判が集まる事態となり、チームを運営しているアックスエンターテインメントは公式サイトにて謝罪すると共に該当選手を処分することを表明した。